# 安松丸
安松丸（あんしょうまる）は、宮崎駿のイラストエッセイ『宮崎駿の雑想ノート』の一編「特設空母安松丸物語」、及びそれを原作としたラジオドラマに登場する架空の航空母艦。

## 概要
大日本帝国海軍が運用する特設航空母艦。元々は太平洋航路の高速貨物船として建造されていたものを、大日本帝国陸軍が徴用して上陸支援空母に改造した物であるが、改造後に最速で15ノットという低速、甲板面積が狭くトップヘビーな船体などの欠陥が露呈し、未成状態で港に係留されていた。その後、海軍のもの狂い司令官に発見され、改装の後に海軍によって運用される事になる。
総トン数7,000tと空母としては極めて小型な艦であり、搭載可能な艦載機は僅か6機のみ。エレベーターを設置するスペースも無い為、艦載機の展開・格納は艦前後部の2か所にある開放型格納庫から5tデリックを用いて行われる（エレベーターは塗装のみ施されている）。また、島型艦橋ではなく甲板下に仮設ブリッジを有しているが、これとは別に甲板右脇に指揮所が設置されている。
艦載機には、日中戦争で使用された後に全国に分散していた九六式艦上攻撃機が使用されたが、酷使の後に旧式化した機体がほとんどだった為、複数の機体の良好な部分を継ぎ合わせて使用可能な機体が製作されている。

## 劇中での活躍
安松丸は一月半という短期間でやっつけ同然の改装工事を終了させた後、1942年6月初頭にミッドウェー海戦へと向かう連合艦隊と交代する形で、連合国の海上補給路を寸断してドイツアフリカ軍団を支援すべく、第三十一号哨戒艇を伴いインド洋へと進出した。司令官はもの狂い司令官、飛行隊長はド乱視指揮官。
九六式艦攻3機を用いて補給船団を攻撃し、イギリス輸送船1隻撃沈、1隻大破という戦果を挙げるが、着艦時に爆弾投下装置の故障によって1機を失う。同時刻に索敵中だった別の九六式艦攻1機が、安松丸の南方90km海域で空母イラストリアスを主力とする英機動部隊を発見するも、索敵機はイラストリアスの艦載機の迎撃を受けて撃墜され、逆に安松丸がイラストリアス所属のブラックバーン ロックに発見されてしまう。
安松丸はド乱視指揮官操縦の九六式艦攻1機によって、相撃ちという形でロックを振り払った後（ド乱視指揮官は無事）、折からの悪天候に紛れながら英機動部隊へと90度転進して姿をくらました。そして、カルカッタ放送によってミッドウェー海戦の敗北が伝えられる中、残存稼働機3機のうちの1機に搭乗したド乱視指揮官は、たった1機の攻撃隊としてイラストリアス攻撃に発進する。

## 要目
- 総トン数：7,000t
- 全長：140m
- 飛行甲板長：縦130m × 幅16m
- 機関：ディーゼル機関
- 速力：15ノット
- 兵装：25mm単装機銃6基、その他乗員が小銃を使用する事も
- 航空兵装：艦上攻撃機6機（うち露天繋止2機、予備機1機）

## 関連資料
- 『宮崎駿の雑想ノートVIII 特設空母・安松丸物語』 ラジオドラマ サウンドトラック CD 40分 出演:三木のり平、神山卓三 徳間ジャパンコミュニケーションズ 2007年 TKCA73207 ASIN B00005GFD0 EAN 4988008335132[1][2]